# Wijnbouw in Zweden

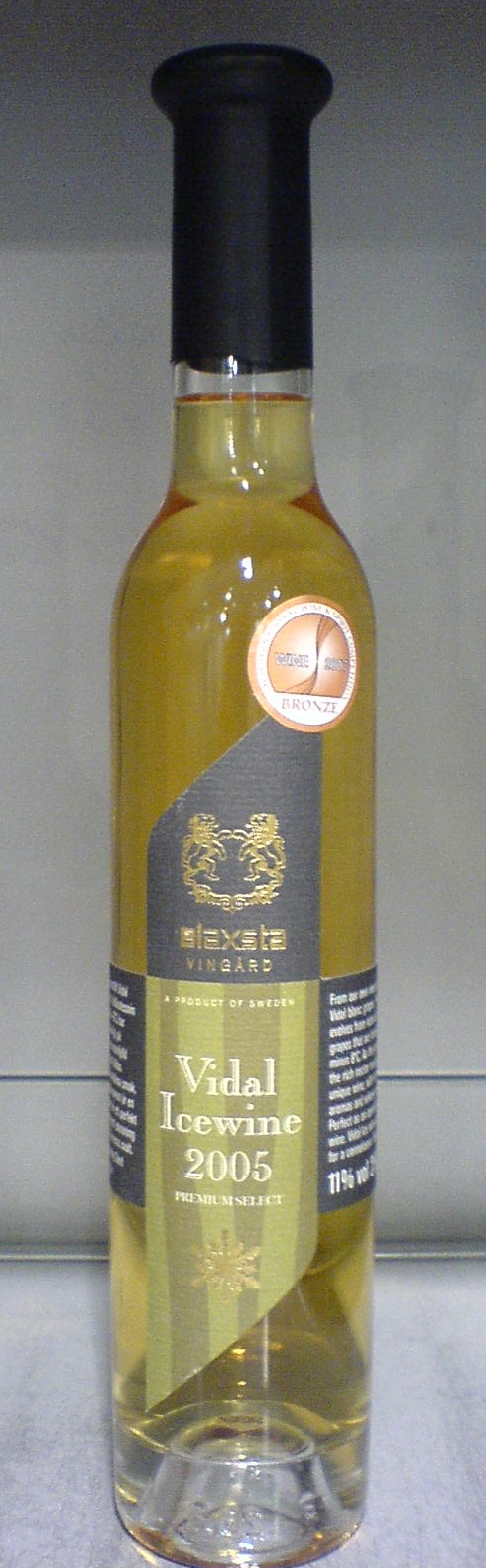
Zweedse icewine

Wijnbouw in Zweden wordt op beperkte schaal uitgeoefend. Het koele Zweedse klimaat staat grootschalige wijnbouw (nog) niet toe. De meeste druiventeelt komt van hobbykwekers. Hoewel het in dit artikel handelt over wijn van druiven, wordt onder de term “Zweedse wijn” ook wel wijn van andere vruchten verstaan.
Zweden is het meest noordelijke Europese land waar wijnbouw mogelijk is.
Vóór de Kleine IJstijd vond het er ook al plaats. Sinds eind 20e eeuw worden er ten zuidoosten van Malmö in het Zuid-Zweedse Skåne län, in Södermanlands län op 100 kilometer ten westen van Stockholm en op het eiland Gotland opnieuw pogingen ondernomen.
Vaak wordt gedacht dat de opwarming van de aarde hier debet aan is. Toch zijn het vooral de nieuw ontwikkelde druivenvariëteiten en vinificatie-technieken die dit mogelijk maken. Er wordt veel kennis via het CCOVI uit de Canadese wijnbouw gehaald. Hoewel het klimaat ten opzichte van andere wijnlanden vrij koud is, zijn het de langere zomerdagen die de teelt van druiven met een groeitijd compenseren. Vanwege het koele klimaat en de toegepaste druivenvariëteiten heeft men minder last van schadelijke insecten en schimmelvorming. Hierdoor kan men toe met weinig tot geen bestrijdingsmiddelen.
Overigens worden er ook weleens kassen toegepast voor de verbouw van druiven.
Zweedse wijn kent geen officiële herkomstbenaming, maar het land is wel ingedeeld in een wijnbouwzone zoals door de Europese Unie bepaald. Ook is zij lid van de Internationale Organisatie voor Wijnbouw en Wijnbereiding.
In 2006 werd er ruim 5500 liter wijn geproduceerd. Twee derde rode wijn en één derde witte wijn waarbij zelfs een weinig mousserende wijn. De totale wijnproductie stijgt jaarlijks. Mondjesmaat vinden enkele van deze wijnen - via de systembolaget - hun weg naar de consument.
Enkele succesvol toegepaste druivenvariëteiten zijn:
- Wit: Vidal Blanc en Solaris
- Blauw: Rondo